# ミナミオオガシラ

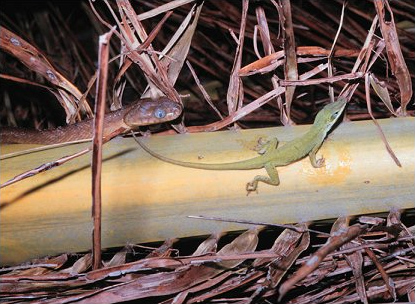
グリーンアノールを狙う本種

ミナミオオガシラ（南大頭、学名：Boiga irregularis）は、 爬虫綱・有鱗目・ヘビ亜目・ナミヘビ科に分類されるヘビ。ナンヨウオオガシラ（南洋大頭）ともいう。
グアム島の固有種を含む少なくとも7種の鳥類を絶滅させ、同島の生態系を壊滅に追いやった侵略的外来種として悪名高い。

## 分布
オーストラリア北部、ソロモン諸島、パプアニューギニア、インドネシア（スラウェシなど）。

## 形態
オオガシラヘビ属としては大型で、全長2mに達する。グアム島に侵入した個体は、エサに不足せず、かつ天敵を欠いた生育環境も手伝って巨大化しており、3mを超える個体が見つかっている。色には個体差があり、ほとんど白に近いものから緑がかった黄色の個体まで見られる。頭部が大きく、目が非常に発達している。虹彩は縦長で、明るいところではネコの目のようになる。

## 生態
オーストラリア東部及び北部沿岸域、パプアニューギニア、メラネシア北西の島々が原産地である。
食性の幅が非常に広い。原産地では鳥類やコウモリ、トカゲなどの小さな脊椎動物を捕食している。グアム島では主に鳥類とトガリネズミを捕食していることがわかっている。
樹上でも地上でも活動する。環境に対する適応性が強く、湿地から乾燥した草原、人家周辺に至るまでどこでも見ることができる。夜行性であり、突然出くわし驚かせた場合などは非常に攻撃的になる。

### 繁殖
繁殖についてはこれまで詳しく研究されていない。グアム島などの生育に適した環境下では季節変化に応じた年二化性をとり、一度に4-12個の産卵をすることがわかっている。卵は長円形で卵高が 42-47mm、幅は 18-22mm 、革のような卵殻に覆われている。卵は木のうろや岩石の割れ目といった、乾燥や高温から保護される場所に産み付けられる。

### 毒について
別名を後牙類とも呼ばれるナミヘビ科の例に漏れず、本種も上あごの後方に2本の溝牙を有する毒蛇 であるが、毒牙が口内の後方に位置しており、かつ注入に際し液が漏れない管牙ではなく、漏れ易い溝牙ということもあって殺傷力は低く、本種の咬傷により健康な成人が死亡することはまずない。
毒には弱い神経毒性、及びわずかばかり細胞毒性も認められるが、いずれも弱いため、ヒトの成人に対してはさほど効かず、ゆえにそれほど危険なヘビであるという認識もされていない。ただし子供が咬まれた場合は、生死の境をさまようことがある。これは注入される毒量の全血液量に対する容積比が、子供の場合大きくなるからである。
この毒は、獲物のトカゲなどをおとなしくさせるのに用いられるとみなされており、毒牙が奥歯に位置するのも、口内に押し込んだ獲物にとどめをさすための都合上からと考えられている。

## 人間との関係
グアム島へ侵入し、現地の生態系を壊滅的なまでに破壊し尽くした侵略的外来種である。IUCNでは本種を世界の侵略的外来種ワースト100の1種に選定しており、日本でも2005年に特定外来生物に指定されている。
日本へは特定外来生物指定以前から、同属の別種とともにしばしばペット用として輸入されていた。オオガシラ属ヘビは幼蛇時の種同定が難しいため、本種の特定外来生物指定後、本種を除くオオガシラ属ヘビも未判定外来生物とされてきたが、2008年に同属のうちミドリオオガシラ、イヌバオオガシラ、マングローブヘビ、ボウシオオガシラの4種が新たに特定外来生物に指定された。
グアム島へは、第二次世界大戦の終了直後から1952年にかけて、原産地である南太平洋のいずこかから、おそらくは船荷にまぎれるなどして非意図的に移入されたと考えられている。本種にとってグアム島はエサに満ちており、かつ野生化したブタとマングローブオオトカゲを除くと天敵らしい天敵が見当たらなかったため、その個体数は爆発的に増殖し、結果として多数の在来生物種の絶滅、及び島の生態系の壊滅的な破壊を引き起こした。
こうした環境破壊のみならず、現地の日常生活面においても電線に絡みついたり、発電所、変電所に侵入した本種が感電死するなどして何千回にも及ぶ停電を引き起こし、その都度個人や、商業、軍事面においてすら多大な被害を与えている。さらに野生の鳥だけでなく多数のペットが姿を消しており、そのことが島の住人や旅行者に不安を与えるばかりでなく、人家に侵入することも多々あり、その姿を目にした幼い子どもは深刻なトラウマに陥る。
グアム島は太平洋における交通の要衝であるため、船舶や航空機を介して本種がグアム島から太平洋の他の島や寄港地へ非意図的に移入される機会は多分にあり、実際ウェーク島、テニアン島、ロタ島、沖縄本島、ディエゴガルシア島、ハワイ島から本種の目撃例が報告されている。アメリカ合衆国本土のテキサス州での目撃報告すらある。
このように猛威を振るっている本種であるが、サイパン島においては現在個体数が漸減している。現在グアム島ではパラセタモール（いわゆるアセトアミノフェン）を用いて本種の根絶を試みている。